# Mario Ielpo
Mario Ielpo (Roma, 8 giugno 1963) è un ex calciatore italiano, di ruolo portiere.

## Biografia

### Giocatore
Ha cominciato la carriera sportiva da professionista nelle file della Lazio. Successivamente ha vestito le maglie di Cagliari, Siena, Milan e Genoa.
Il suo periodo migliore è stato quello nella formazione sarda, dove ha disputato il maggior numero di presenze in Serie A, contribuendo tra l'altro al raggiungimento del sesto posto nel campionato 1992-1993 e annessa qualificazione alla Coppa UEFA.
Nell'estate seguente, dopo aver trovato un accordo con il Milan, ha vissuto un antagonismo sportivo per un posto da titolare con Sebastiano Rossi; quest'ultimo prevalse.
Nel 1998, dopo due stagioni e 55 presenze con il Genoa, si è ritirato dal calcio giocato.

### Dopo il ritiro
Laureato in giurisprudenza all'Università degli Studi di Roma "La Sapienza", dall'11 novembre 1994 è iscritto all'ordine degli avvocati di Milano, dove esercita la professione.
Nel giugno 2010 ha preso parte al torneo ATP Challenger di Milano, giocando, grazie a una wild card, nel tabellone principale del torneo di doppio insieme a Stefano Mezzadri.
È opinionista su Telelombardia e Antennatre per la trasmissione Qui Studio a Voi Stadio. 

## Palmarès

### Competizioni nazionali
- Campionato italiano: 2

Milan: 1993-1994, 1995-1996
- Supercoppa italiana: 2

Milan: 1993, 1994
- Coppa Italia Serie C: 1

Cagliari: 1988-1989
- Campionato italiano Serie C1: 1

Cagliari: 1988-1989 (girone B)
- Campionato italiano Serie C2: 1

Siena: 1984-1985 (girone A)

### Competizioni internazionali
- UEFA Champions League: 1

Milan: 1993-1994
- Supercoppa UEFA: 1

Milan: 1994